# Білий пудинг
Біла ковбаса (англ. White pudding) — це м'ясна страва. Найбільше вона популярна в таких регіонах як Шотландія, Ірландія, Нортамберленд, Нова Шотландія та  Ньюфаундленді. Ще пудинг іноді називають Вівсяна ковбаса (англ. oatmeal pudding) або як заведено в Шотландії Борошниста ковбаса (англ. mealy pudding).
Біла ковбаса в цілому схожа з кров'яною ковбасою, але не містить крові. Сучасні рецепти найчастіше складаються з сало або жиру, вівсяних пластівців або ячменю, панірувальних сухарів і, в деяких випадках, зі свинини або зі свинячої печінки, заправленої в натуральну або целюлозну ковбасну оболонку. Рецепти минулих століть охоплювали ширший спектр інгредієнтів.

## Історія
Білу ковбасу часто вважають старовинною стравою. У білій ковбасі, так само як і в кров'яній, використовували субпродукти після забою худоби. 